# Falcatakely forsterae
Falcatakely forsterae — вид енанціорнісових птахів, що існував у пізній крейді (70-66 млн років тому). Описаний у 2020 році. 

## Історія відкриття
Викопні рештки птаха знайдені дослідниками з Університету Огайо у 2010 році у відкладеннях формації Маеварано на північному заході Мадагаскару. Було знайдено фрагменти черепа з дзьобом. На основі решток у 2020 році описано нові вид та рід Falcatakely forsterae. 

## Опис
Птах був розміром з ворону та мав великий дзьоб (9 см), схожий на дзьоб тукана. Його дзьоб відрізнявся від дзьобів інших птахів. Якщо у сучасних птахів в наддзьобі домінує передщелепна кістка, а в енанціорнісових він складався з комбінації передщелепної і верхньощелепної кісток, то у цього виду він утворений збільшеною верхньощелепною кісткою і дрібною передщелепною. Будова наддзьоба скоріше нагадує будову верхньої щелепи у динозаврів з групи тероподів, ніж у інших птахів. Крім того, у цього птаха були зуби: один з них, конічної форми, зберігся на лівій передщелепній кістці.